# Kladow
Kladow, Berlin-Kladow – dzielnica (Ortsteil) Berlina w okręgu administracyjnym Spandau. Od 1 października 1920 w granicach miasta.
Na terenie dzielnicy leży większa część terenu wojskowego lotniska Gatow.